# Alejandro Molina
Alejandro Molina Núñez (ur. 21 lipca 1988 w Ensenadzie) – meksykański piłkarz występujący na pozycji prawego obrońcy, obecnie zawodnik Correcaminos UAT.

## Kariera klubowa
Molina jest wychowankiem zespołu CF Monterrey, do którego seniorskiej drużyny został włączony jako dwudziestolatek przez argentyńskiego szkoleniowca Ricardo Lavolpe. W meksykańskiej Primera División zadebiutował 15 listopada 2008 w wygranym 1:0 spotkaniu z Pumas UNAM. Nie potrafiąc wywalczyć sobie miejsca w wyjściowym składzie, w lipcu 2009 udał się na roczne wypożyczenie do drugoligowego Tiburones Rojos de Veracruz, z którym nie osiągnął jednak żadnego sukcesu. W połowie 2010 roku, również na zasadzie wypożyczenia, zasilił Club Tijuana, także występujący w rozgrywkach drugiej ligi meksykańskiej – Liga de Ascenso. Po upływie sezonu 2010/2011, będąc kluczowym graczem drużyny, wywalczył z nią premierowy awans do najwyższej klasy rozgrywkowej, a jego wypożyczenie zostało przedłużone o kolejny rok. W pierwszej lidze przez pierwsze sześć miesięcy również regularnie wybiegał na boiska w podstawowej jedenastce, po czym stracił miejsce w pierwszym składzie.
Wiosną 2013 Molina został wypożyczony już po raz trzeci, tym razem do drugoligowego klubu Correcaminos UAT z siedzibą w mieście Ciudad Victoria.
| Sezon     | Klub                        | Kraj   | Rozgrywki        | Mecze | Bramki |
| --------- | --------------------------- | ------ | ---------------- | ----- | ------ |
| 2008/2009 | CF Monterrey                | Meksyk | Primera División | 1     | 0      |
| 2009/2010 | Tiburones Rojos de Veracruz | Meksyk | Liga de Ascenso  | 25    | 3      |
| 2010/2011 | Club Tijuana                | Meksyk | Liga de Ascenso  | 25    | 5      |
| 2011/2012 | Club Tijuana                | Meksyk | Primera División | 15    | 0      |
| 2012/2013 | CF Monterrey                | Meksyk | Primera División | 0     | 0      |
| 2012/2013 | Correcaminos UAT            | Meksyk | Liga de Ascenso  |       |        |